# Mesostenus rufalbator
Mesostenus rufalbator là một loài tò vò trong họ Ichneumonidae.